# Pseudalsophis
Pseudalsophis — рід змій родини полозових (Colubridae). Представники цього роду є ендеміками Галапагоських островах, за винятком Pseudalsophis elegans , поширеного в материковому Еквадорі, Перу і Чилі.

## Види
Рід Pseudalsophis нараховує 10 видів:
- Pseudalsophis biserialis (Günther, 1860)
- Pseudalsophis darwini Zaher et al., 2018
- Pseudalsophis dorsalis (Steindachner, 1876)
- Pseudalsophis elegans (Tschudi, 1845)
- Pseudalsophis hephaestus Zaher et al., 2018
- Pseudalsophis hoodensis (Van Denburgh, 1912)
- Pseudalsophis occidentalis (Van Denburgh, 1912)
- Pseudalsophis slevini (Van Denburgh, 1912)
- Pseudalsophis steindachneri (Van Denburgh, 1912)
- Pseudalsophis thomasi Zaher et al., 2018

## Етимологія
Наукова назва роду Pseudalsophis походить від сполучення слова дав.-гр. ψεῦδος — несправжній і наукової назви роду Alsophis Fitzinger, 1843.